# Чёрный дрозд (Мессиан)
Чёрный дрозд (фр. Le Merle noir) — пьеса для флейты и фортепиано Оливье Мессиана (1951). Средняя продолжительность звучания 6 минут.
Пьеса была написана по заказу Парижской консерватории для выпускного экзамена класса флейты — с учётом репутации Мессиана как радикального авангардиста этот заказ был вызывающим жестом со стороны директора консерватории Клода Дельвенкура. Мессиан посвятил её профессору консерватории Гастону Крюнелю и опубликовал годом позже. «Чёрный дрозд» открывает ряд сочинений Мессиана, основанных на подражании птичьим голосам. Композиция пьесы трёхчастна, причём вторая часть представляет собой вариацию на тему первой.